# Lucio Marineo

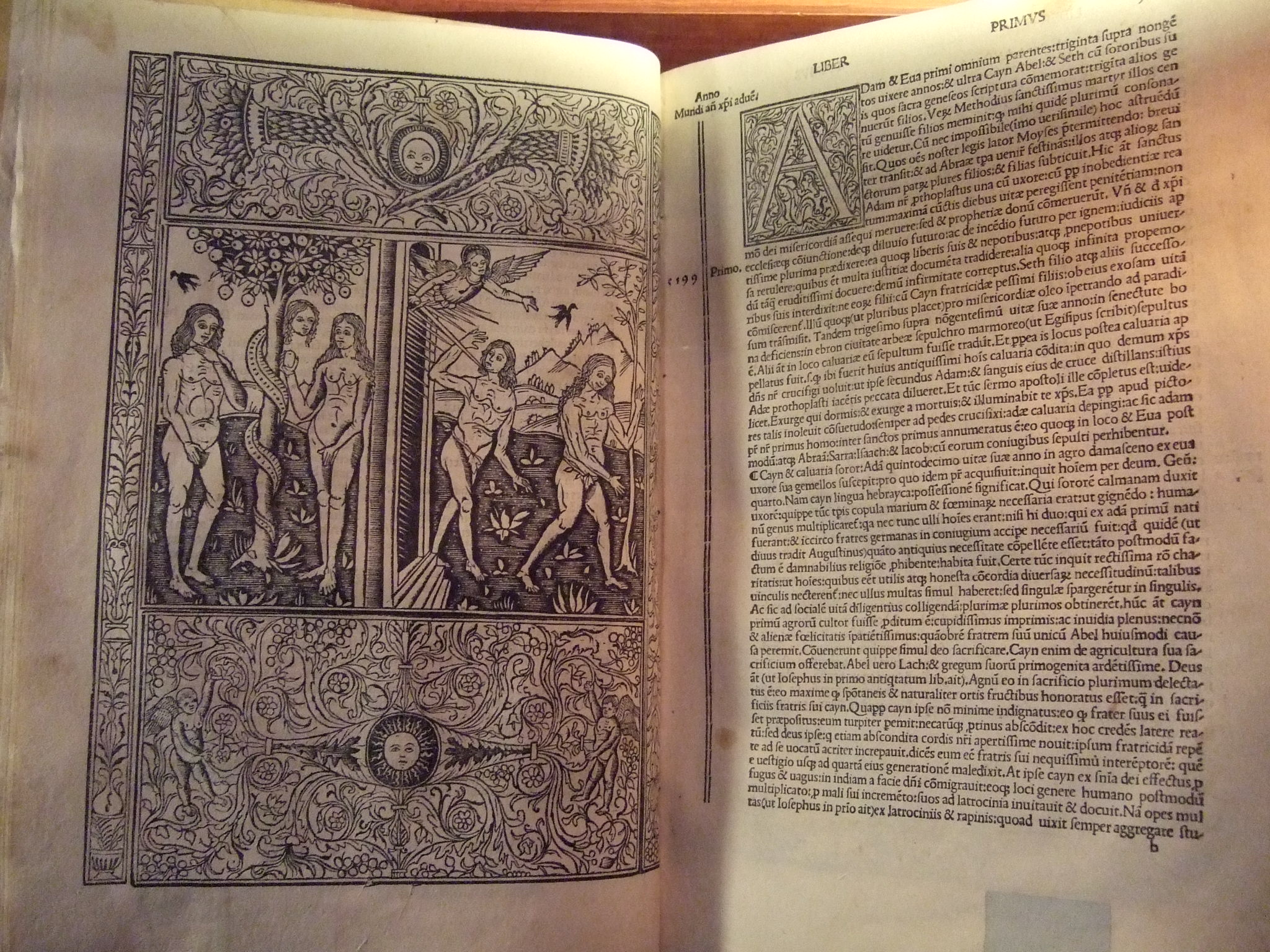
Le De Aragoniæ regibus, Saragosse, 1509

Lucio Marineo, en latin Lucius Marineus Siculus, est un humaniste italien de la Renaissance, né à Vizzini en Sicile vers 1445, mort en Espagne peu après 1533. L'essentiel de sa carrière se déroula en Espagne.

## Biographie
Sa biographie est connue par sa vaste Correspondance, ainsi que par une perbrevis narratio rédigée en octobre 1508 par un de ses disciples espagnols préférés, Alfonso Segura, récit inclus dans l'édition de la Correspondance.
Totalement illettré jusqu'à l'âge de 25 ans, il fut alors initié à la lecture par son neveu de cinq ans, Pietro Conti, fils de sa sœur aînée Caterina. En 1475, il alla continuer ses études à Catane, puis en 1476 à Palerme où il acquit une culture humaniste tant en grec qu'en latin. Il fit notamment la connaissance de Constantin Lascaris, installé à Messine à partir de 1466. En 1478/79, il séjourna à Rome, où il fut élève de Giulio Pomponio Leto. Entre 1480 et 1484, il tint une école de grammaire à Palerme, et fut aussi précepteur des enfants du secrétaire royal Luca Pullastra.
En 1484, il quitta la Sicile pour aller tenter sa chance en Espagne, dans la suite de Fadrique Enríquez, cousin du roi Ferdinand d'Aragon et futur amiral de Castille. Il s'installa dès cette époque à Salamanque, où, sur la recommandation de Fadrique Enríquez, il devint précepteur du fils du noble portugais Francisco de Almeida. Il fut aussi rapidement chargé de cours publics de rhétorique et de poésie dans l'université de la ville ; de concert avec Antonio de Nebrija, il contribua à y introduire l'humanisme italien.
En 1496, il fut appelé à la cour des Rois catholiques pour enseigner à l'« Escuela Real » destinée à la formation humaniste des jeunes nobles qui devaient exercer de hautes fonctions au palais. En 1500, le roi Ferdinand d'Aragon le chargea de rédiger la biographie de son père Jean II. Il prononça des vœux religieux vers le début de 1503, entra alors dans la chapelle royale, et reçut un bénéfice ecclésiastique situé en Sicile, près de Messine. Il fut alors appelé « Ferdinandi regis historicus et sacerdos ».
Il suivait la cour, qui était itinérante, à travers l'Espagne. Pendant l'hiver 1506/07, il accompagna le roi Ferdinand dans un voyage à Naples, ce qui fut son dernier séjour en Italie. Après la mort de Ferdinand (1516), il fut confirmé dans ses fonctions d'historiographe royal, puis impérial, par Charles Quint. Il vivait encore au moment de la seconde édition révisée, en 1533 à Alcalá de Henares, de son grand ouvrage historique, De rebus Hispaniæ memorabilibus libri XXV.

## Œuvre

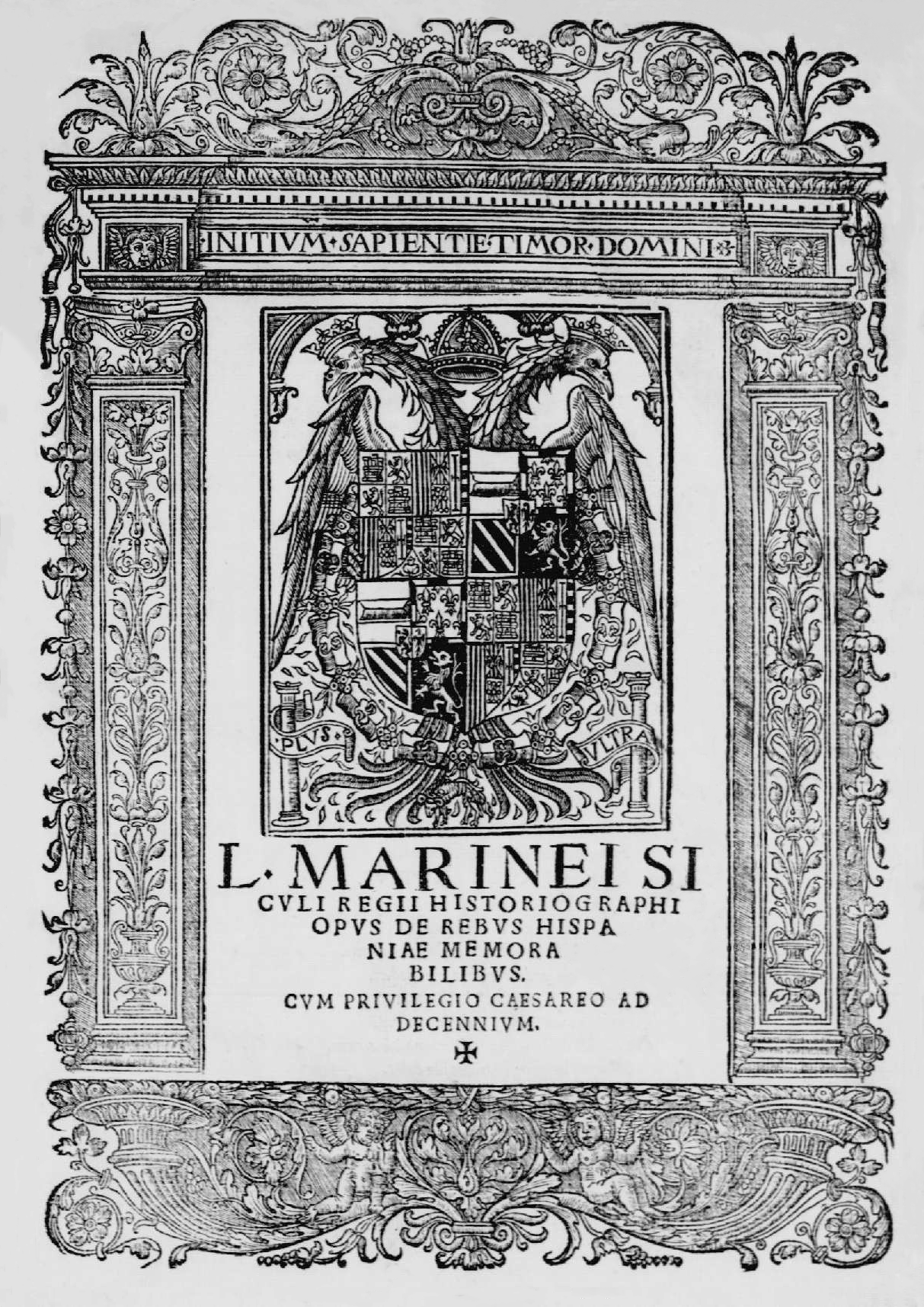
De rebus Hispaniae memorabilibus (Alcalá de Henares: Miguel de Eguía; 1530.)

Son œuvre est constituée essentiellement de ses travaux historiographiques au service de la monarchie espagnole, de ses compositions poétiques et oratoires et de sa correspondance. Dans la première catégorie, il faut citer :
- les De laudibus Hispaniæ libri VII, parus à Burgos entre juin 1496 et octobre 1497 (I. : géographie générale ; II-III : les diverses provinces ; IV : De Hispaniæ moribus ; V. : l'histoire antique ; VI-VII : De viris illustribus et De civitatibus) ;
- le De rebus gestis Johannis Aragonum et Siculorum regis, biographie officielle de Jean II d'Aragon, commandée en 1500 par le roi Ferdinand ;
- le De Aragoniæ regibus, généalogie de la famille royale d'Aragon, publiée à Saragosse en 1509 ;
- les De rebus Hispaniæ memorabilibus libri XXV, son maître ouvrage, paru à Alcalá de Henares en 1530 et 1533, chez Miguel de Eguía, avec une version latine et une version espagnole (De las cosas memorables de España) ; développement à partir du De laudibus Hispaniæ ; les trois premiers livres sont en fait deux longs prologues (Ad imperatorem Carolum et Isabellam imperatricem et De laudibus historiæ) et trois lettres échangées entre l'auteur et Baldassare Castiglione, nonce du pape en Espagne de 1524 à 1529 ; ensuite, le corps du texte en 22 livres, dont les trois premiers sont de caractère géographique, les suivants sont centrés sur l'histoire du royaume d'Aragon, les livres XIX, XX et XXI sont consacrés au règne des Rois catholiques, et le dernier est un retour à l'Antiquité (De imperatoribus quos Hispania Romæ et Constantinopoli dedit), rappelant la vocation impériale de l'Espagne.

La Correspondance publiée à Valladolid en février 1514 chez Arnao Guillén de Brocar (Epistolarum familiarium libri XVII), constituée de 400 lettres organisées en 17 livres (233 de Marineo lui-même, 105 qui lui sont adressées, 62 dont il n'est ni l'auteur, ni le destinataire), est aujourd'hui la partie la plus précieuse de son œuvre. La même édition contient aussi deux livres de poèmes latins, respectivement 20 et 25 poèmes, à sujet religieux ou célébrant tel ou tel personnage, dont 34 de Marineo lui-même ; et ensuite cinq discours officiels en prose, dont quatre de Marineo et un de son disciple Alfonso Segura (un discours adressé en 1499 aux Rois catholiques s'en prenant à la corruption du clergé en Sicile ; un autre adressé au roi Ferdinand faisant l'éloge de l'histoire) ; et un petit traité d'érudition mythologique et lexicographique intitulé Liber de Parcis, de fato atque de fortuna.
Parmi ses autres publications, on peut citer un compendium grammatical intitulé De grammatices institutionibus libellus brevis et perutilis (paru à Séville en 1501, dédié à la reine Isabelle).

## Éditions récentes
- Pietro Verrua (éd.), Lucio Marineo Siculo. Epistolario, Gênes, Società anonima editrice Dante Alighieri, 1940.
- Vida y hechos de los Reyes católicos, Madrid, Atlas (coll. Cisneros), 1943.
- Crónica d'Aragón, Barcelone, Ediciones El Albir (Biblioteca de historia hispánica ; Crónicas 1), 1974 (reproduction anastatique de l'édition de Valence de 1524).
- Alfonso Fernández (éd.), Crónica del Rey Don Juan Segundo de Aragón, Saragosse, Ateneo, 1991 (reproduction anastatique de l'édition de Valence de 1541).
- María del Carmen Ramos Santana (éd.), Los Carminum libri duo de Lucio Marineo Siculo, Cadix, 2000.
- Teresa Jiménez Calvente (éd.), Lucius Marineus Siculus. Epistolarum familiarium libri XVII, Université d'Alcalá de Henares, 2001.
- De las cosas memorables de España. Livros I-III, Valdemorillo, Hoja del Monte, 2004 (reproduction anastatique de l'édition de 1530).